# Sisymbrium cavanillesianum
Sisymbrium cavanillesianum là một loài thực vật có hoa trong họ Cải. Loài này được Castrov. & Valdés Berm. miêu tả khoa học đầu tiên năm 1977.